# Taufaʻao Filise
Taufaʻao Filise (ur. 26 maja 1977 w Malapo) – były tongański rugbysta występujący na pozycji filara, reprezentant kraju, uczestnik Pucharu Świata w 2007 i 2011 roku. 

## Kariera klubowa
Urodzony w Malapo Filise swoją w pełni profesjonalną karierę rozpoczął w roku 2000, kiedy to znalazł zatrudnienie w nowozelandzkim zespole reprezentującym region Bay of Plenty. Przez pięć lat pobytu w Taurandze i okolicach Filise rozegrał 29 spotkań, podczas których udało mu się zdobyć dwa przyłożenia. W przerwach pomiędzy sezonami Narodowych Mistrzostw Regionów Tongijczyk wystąpił w grających w Super 14 Chiefs (2003) i Blues (2004). W barwach tych ostatnich zdążył wystąpić w trzech spotkaniach. W roku 2006 Taufaʻao zamienił Bay of Plenty na klub z południowo-zachodniej Anglii – Bath Rugby. Jednak w zespole z Bath rozegrał jedynie osiem spotkań. Po sezonie spędzonym w mieście słynnych rzymskich łaźni, Filise przeniósł się do nieodległego Cardiff, do klubu Blues (nie należy mylić z nowozelandzkim Blues z Auckland, czy południowoafrykańskim Blue Bulls z Pretorii). Dziś występuje właśnie w klubie z Walii, z którym występuje w Magners League i Pucharze Heinekena.

## Kariera reprezentacyjna

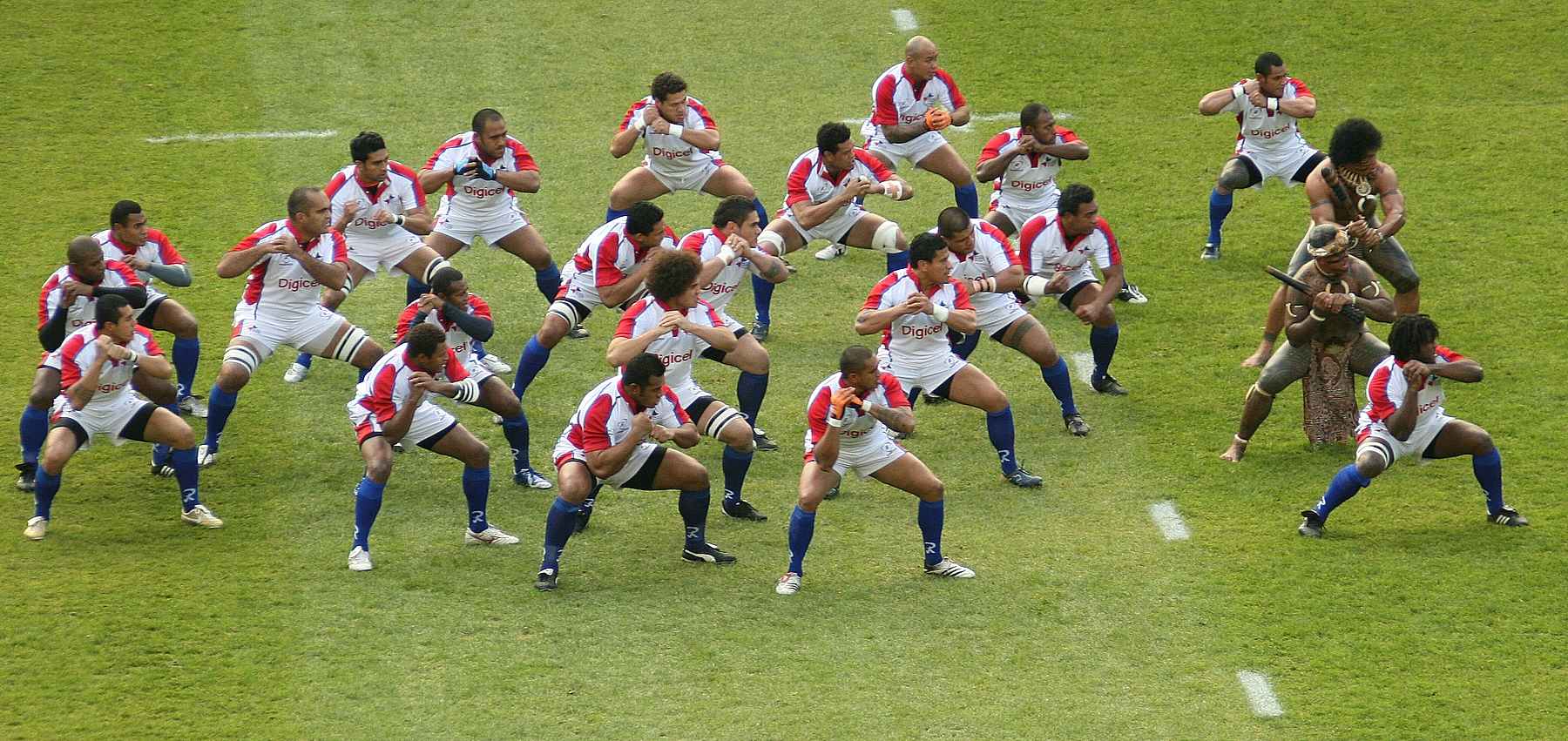
Taufaʻao Filise (u dołu zdjęcia pośrodku) i Pacific Islanders przed meczem ze Szkocją

Filise w kadrze Tonga zadebiutował 25 maja 2001 r. w meczu przeciwko Fidżi rozegranym w Nukuʻalofie. Do końca 2002 roku rozegrał w kadrze sześć spotkań, ale kolejna okazja do gry w drużynie narodowej nadarzyła się dopiero w roku 2004. W tym samym roku dostał zaproszony do zespołu Pacific Islanders, dla którego rozegrał wówczas trzy spotkania. W kolejnym roku dwukrotnie zmierzył się z Fidżi i z Tonga, a rok 2006 przyniósł jedynie dwa spotkania dla Pacific Islanders. Pomimo tego faktu gra Filise została doceniona przez Quddusa Fielea, trenera kadry narodowej, który uwzględnił Taufaʻao w składzie na Puchar Świata w 2007 roku. We Francji reprezentacja Tonga poradziła sobie nadzwyczaj dobrze, ale sam Filise rozegrał podczas nich jedynie trzydzieści minut, w ostatnim spotkaniu, przeciw Anglią. Spowodowane to było śmiercią ojca, która spowodowała powrót Taufaʻao na Tonga. Mecz z Anglikami był, jak dotąd, ostatnim spotkaniem Filise w kadrze. Do tej pory Tongijczyk zagrał w kadrze 15 razy, zdobywając w 2005 roku przeciw Samoa swoje jedyne przyłożenie na arenie międzynarodowej. Dodatkowo Filise rozegrał 5 spotkań dla Pacific Islanders.